# While You See a Chance
While You See a Chance is een nummer van de Britse muzikant Steve Winwood. Het is de eerste single van zijn tweede studioalbum Arc of a Diver uit december 1980. In januari 1981 werd het nummer op vinylsingle uitgebracht.

## Achtergrond
De plaat werd begin 1981 alleen een hit in het Engelse en Nederlandse taalgebied. In thuisland het Verenigd Koninkrijk had de plaat niet zoveel succes met een 45e positie in de UK Singles Chart. In de Verenigde Staten werd de 7e positie bereikt, in Canada de 3e, Australië de 16e en in Nieuw-Zeeland de 28e positie.
In Nederland was de plaat op zaterdag 24 januari 1981 Favorietschijf bij de NCRV op Hilversum 3 en werd een radiohit in de destijds drie landelijke hitlijsten op de nationale publieke popzender. De plaat bereikte de 10e positie in de Nederlandse Top 40, de 21e positie in de Nationale Hitparade en piekte op een 7e positie in de TROS Top 50. In de Europese hitlijst op Hilversum 3, de TROS Europarade, werd de 18e positie bereikt.
In België bereikte de plaat de 8e positie in de voorloper van de Vlaamse Ultratop 50 en de 9e positie in de Vlaamse Radio 2 Top 30. In Wallonië werd géén notering behaald.
In de sinds december 1999 jaarlijks uitgezonden NPO Radio 2 Top 2000 van de Nederlandse publieke radiozender NPO Radio 2 stond de plaat t/m 2015 genoteerd, met als hoogste notering een 884e positie in 2001.

## NPO Radio 2 Top 2000
| Nummer met noteringen in de NPO Radio 2 Top 2000 | '99  | '00  | '01 | '02  | '03  | '04  | '05  | '06  | '07  | '08  | '09  | '10  | '11  | '12  | '13  | '14  | '15  |
| ------------------------------------------------ | ---- | ---- | --- | ---- | ---- | ---- | ---- | ---- | ---- | ---- | ---- | ---- | ---- | ---- | ---- | ---- | ---- |
| While You See a Chance                           | 1238 | 1235 | 884 | 1123 | 1112 | 1213 | 1251 | 1392 | 1313 | 1248 | 1419 | 1352 | 1501 | 1327 | 1451 | 1570 | 1924 |

1. ↑  Een vetgedrukt getal geeft de hoogste notering aan.
2. ↑  Deze tabel is bijgewerkt tot en met de laatste editie (2024).